# Eversia subopaca
Eversia subopaca är en svampart som först beskrevs av Cooke & Ellis, och fick sitt nu gällande namn av J.L. Crane & Schokn. 1977. Eversia subopaca ingår i släktet Eversia, divisionen sporsäcksvampar och riket svampar.   Inga underarter finns listade i Catalogue of Life.